# كاشفي (شاعر عثماني)
كاشفي (ازدهر 1456 أو ق. 1478 – توفي في القرن الخامس عشر) كان شاعرًا عثمانيًا من أصل إيراني. كتب كتابًا بعنوان "غازي نامه روم"، وهي قصيدة ملحمية باللغة الفارسية عن حياة السلطان مراد الثاني (حكم. 1421–1444) ومحمد الثاني (حكم. 1444–1446، 1451–1481).

## السيرة
التفاصيل حول حياة كاشفي الشخصية قليلة. تاريخ ميلاده غير معروف، على الرغم من أنه ازدهر في عام 1456 أو ق. 1478. وفقًا لعثمان ج. أوزغودنلي، فإن مكان ميلاده غير معروف أيضًا. وبحسب سارة نور يلديز، فإنه كان في الأصل من باكو (جمهورية أذربيجان الحالية)، والتي كانت في ذلك الوقت جزءًا من ممتلكات الشروانشاهيين، وكان سكانها من الفُرس. كاشفي هو اسم مستعار استخدمه للإشارة إلى نفسه في عمله الوحيد المتبقي، وهو كتاب غازي نامه روم. كتب الشاعر القليل من التفاصيل عن نفسه؛ فقد سافر عبر أجزاء من العالم الإسلامي وعاش لبعض الوقت في حلب وأورفة (روحا، الرها القديمة)، والتي كانت آنذاك تحت حكم المماليك، لكنه اضطر إلى مغادرة هذه المناطق بسبب الاضطرابات السياسية.
بعد فترة طويلة وصعبة تحمل خلالها الكثير من المشاق، وصل كاشفي إلى القسطنطينية، التي أصبحت مؤخرًا عاصمة الإمبراطورية العثمانية، حيث عمل لبعض الوقت مُنكتًا ومنشدًا، وعاش في فقر. وفي نهاية المطاف، التقى رجل الدولة العثماني والشاعر أحمد باشا (توفي عام 1496)، الذي رتَّب في عام 1478 لقاء بين الكاشفي والكراماني محمد باشا، الصدر الأعظم. أخذ كاشفي معه قصيدة مثنوية غير مكتملة باللغة الفارسية عن المغامرات العسكرية للسلطان محمد الثاني (حكم.  1444–1446و1451–1481)، والذي أسماها لاحقًا كتاب غازي نامه روم. قدم الصدر الأعظم كاشفي إلى محمد الثاني، الذي كان كريمًا جدًا تجاه كاشفي ودعاه للإقامة ليكون شاعرًا في القصر الملكي. لا يُعرف المزيد عن حياة كاشفي، بما في ذلك التاريخ الدقيق لوفاته؛ فقط أنه تُوفي في القرن الخامس عشر.

## الأعمال
يُعد كتاب غازي نامه روم العمل الوحيد المتبقي لكاشفي؛ والمخطوطة الوحيدة المعروفة محفوظة في جامعة إسطنبول. وهي قصيدة ملحمية تتكون من 1139 بيتًا شعريًا من البحر المتقارب، ومن المرجح أنه كتبها لأحمد باشا في حوالي عام 1456 أو 1478. يروي النص الحياة والحُكم في الفترة 1421–1444 وحياة وحكم محمد الثاني، بما في ذلك الحملة الصليبية في فارنا (1444) ومعركة كوسوفو (1448). وينتهي العمل فجأة بإعلان زواج محمد الثاني من أميرة ذوا لقدر (ستي شاه خاتون). لا يزال من غير المعروف ما إذا كان النص قد اكتمل أم لا.
استخدم كاشفي روايات شهود العيان كمراجع، مما يجعل كتاب غازي نامه روم قطعة محورية من المعلومات حول الاستراتيجية المعاصرة والأسلحة وسلوك الحرب. هذا النص هو أقدم عمل فارسي كُتب بأسلوب شاهنامه الفردوسي في عهد الإمبراطورية العثمانية. ويحتوي العمل أيضًا على العديد من الأبيات من الشاهنامة.